# Lliga de Campions de l'AFC 2011
La Lliga de Campions de la AFC 2011 serà la 30a edició del torneig. En aquest torneig participaran els equips afiliats a la Confederació Asiàtica de Futbol. El guanyador de la competició jugarà el Campionat del Món de Clubs de futbol 2011.

## Fase Prèvia

### Àsia Oest

#### Semifinal
12 de febrer de 2011.
| Equip 1    | Resultat | Equip 2         |
| ---------- | -------- | --------------- |
| Al-Sadd SC | 5:1      | Al-Ittihad Alep |

#### Final
19 de febrer de 2011.
| Equip 1    | Resultat | Equip 2  |
| ---------- | -------- | -------- |
| Al-Sadd SC | 2:0      | Dempo SC |

### Àsia Est

#### Semifinals
12 de febrer de 2011.
| Equip 1      | Resultat  | Equip 2              |
| ------------ | --------- | -------------------- |
| Sriwijaya FC | 2:2 (7-6) | Muangthong United FC |

#### Final
19 de febrer de 2011.
| Equip 1      | Resultat | Equip 2    |
| ------------ | -------- | ---------- |
| Sriwijaya FC | 0:4      | Al-Ain SCC |

## Fase de grups

### Grup A
| Equip         | PJ | PG | PE | PP | GF | GC | Dif | Punts |
| ------------- | -- | -- | -- | -- | -- | -- | --- | ----- |
| Sepahan FC    | 6  | 4  | 1  | 1  | 14 | 5  | +9  | 13    |
| Al-Hilal FC   | 6  | 4  | 1  | 1  | 11 | 6  | +5  | 13    |
| Al-Gharafa SC | 6  | 2  | 1  | 3  | 6  | 7  | -1  | 7     |
| Al-Jazira SC  | 6  | 0  | 1  | 5  | 7  | 20 | -13 | 1     |

### Grup B
| Equip        | PJ | PG | PE | PP | GF | GC | Dif | Punts |
| ------------ | -- | -- | -- | -- | -- | -- | --- | ----- |
| Al-Sadd SC   | 6  | 2  | 4  | 0  | 8  | 6  | +2  | 10    |
| Al-Nassr FC  | 6  | 2  | 2  | 2  | 10 | 7  | +3  | 8     |
| Esteghlal FC | 6  | 2  | 2  | 2  | 11 | 10 | +1  | 8     |
| FK Pakhtakor | 6  | 1  | 2  | 3  | 8  | 14 | -6  | 5     |

### Grup C
| Equip                | PJ | PG | PE | PP | GF | GC | Dif | Punts |
| -------------------- | -- | -- | -- | -- | -- | -- | --- | ----- |
| Al-Ittihad Club      | 6  | 3  | 2  | 1  | 10 | 5  | +5  | 11    |
| PFC Bunyodkor        | 6  | 2  | 3  | 1  | 8  | 6  | +2  | 9     |
| Al-Wahda SCC         | 6  | 1  | 3  | 2  | 6  | 8  | -2  | 6     |
| Persepolis Tehran FC | 6  | 1  | 2  | 3  | 6  | 11 | -5  | 5     |

### Grup D
| Equip          | PJ | PG | PE | PP | GF | GC | Dif | Punts |
| -------------- | -- | -- | -- | -- | -- | -- | --- | ----- |
| Zob Ahan FC    | 6  | 4  | 1  | 1  | 7  | 3  | +4  | 13    |
| Al-Shabab Club | 6  | 3  | 2  | 1  | 8  | 4  | +4  | 11    |
| Emirates Club  | 6  | 2  | 0  | 4  | 6  | 10 | -4  | 6     |
| Al-Rayyan SC   | 6  | 1  | 1  | 4  | 4  | 8  | -4  | 4     |

### Grup E
| Equip                | PJ | PG | PE | PP | GF | GC | Dif | Punts |
| -------------------- | -- | -- | -- | -- | -- | -- | --- | ----- |
| Gamba Osaka          | 6  | 3  | 1  | 2  | 13 | 7  | +6  | 10    |
| Tianjin Teda FC      | 6  | 3  | 1  | 2  | 8  | 6  | +2  | 10    |
| Jeju United FC       | 6  | 2  | 1  | 3  | 6  | 10 | -4  | 7     |
| Melbourne Victory FC | 6  | 1  | 3  | 2  | 7  | 11 | -4  | 6     |

### Grup F
| Equip                 | PJ | PG | PE | PP | GF | GC | Dif | Punts |
| --------------------- | -- | -- | -- | -- | -- | -- | --- | ----- |
| FC Seoul              | 6  | 3  | 2  | 1  | 9  | 4  | +5  | 11    |
| Nagoya Grampus        | 6  | 3  | 1  | 2  | 9  | 6  | +3  | 10    |
| Al-Ain SCC            | 6  | 2  | 1  | 3  | 4  | 9  | -5  | 7     |
| Hangzhou Greentown FC | 6  | 1  | 2  | 3  | 3  | 6  | -3  | 5     |

### Grup G
| Equip              | PJ | PG | PE | PP | GF | GC | Dif | Punts |
| ------------------ | -- | -- | -- | -- | -- | -- | --- | ----- |
| Jeonbuk FC         | 6  | 5  | 0  | 1  | 14 | 2  | +12 | 15    |
| Cerezo Osaka       | 6  | 4  | 0  | 2  | 11 | 4  | +7  | 12    |
| Shandong Luneng    | 6  | 2  | 1  | 3  | 9  | 8  | +1  | 7     |
| Shandong Luneng FC | 6  | 0  | 1  | 5  | 2  | 22 | -20 | 1     |

### Grup H
| Equip               | PJ | PG | PE | PP | GF | GC | Dif | Punts |
| ------------------- | -- | -- | -- | -- | -- | -- | --- | ----- |
| Suwon Bluewings     | 6  | 3  | 3  | 0  | 12 | 3  | +9  | 12    |
| Kashima Antlers     | 6  | 3  | 3  | 0  | 9  | 3  | +6  | 12    |
| Sydney FC           | 6  | 1  | 2  | 3  | 6  | 11 | -5  | 5     |
| Shanghai Shenhua FC | 6  | 0  | 2  | 4  | 3  | 13 | -10 | 2     |

## Vuitens de final
Els partits es disputaren el 24 i el 25 de maig del 2011 a un sol partit.
| Partit | Equip 1         | Resultat global | Equip 2         |
| ------ | --------------- | --------------- | --------------- |
| 1      | Sepahan FC      | 3:1             | PFC Bunyodkor   |
| 2      | Al-Ittihad Club | 3:1             | Al-Hilal FC     |
| 3      | Al-Sadd SC      | 1:0             | Al-Shabab Club  |
| 4      | Zob Ahan FC     | 4:1             | Al-Nassr FC     |
| 5      | Gamba Osaka     | 0:1             | Cerezo Osaka    |
| 6      | Jeonbuk FC      | 3:0             | Tianjin Teda FC |
| 7      | FC Seoul        | 3:0             | Kashima Antlers |
| 8      | Suwon Bluewings | 2:0             | Nagoya Grampus  |

## Quarts de final
Els partits es disputaren el 14 i el 28 de setembre del 2011.
| Partit | Equip 1         | Resultat global | Equip 2     | Anada | Tornada |
| ------ | --------------- | --------------- | ----------- | ----- | ------- |
| 1      | Suwon Bluewings | 3:2             | Zob Ahan FC | 1:1   | 2:1     |
| 2      | Cerezo Osaka    | 5:9             | Jeonbuk FC  | 4:3   | 1:6     |
| 3      | Sepahan FC      | 2:4             | Al-Sadd SC  | 0:3   | 2:1     |
| 4      | Al-Ittihad Club | 3:2             | FC Seoul    | 3:1   | 0:1     |

## Semifinals
Els partits es disputaren el 19 i el 26 d'octubre del 2011.
| Partit | Equip 1         | Resultat global | Equip 2    | Anada | Tornada |
| ------ | --------------- | --------------- | ---------- | ----- | ------- |
| SF1    | Suwon Bluewings | 1:2             | Al-Sadd SC | 0:2   | 1:0     |
| SF2    | Al-Ittihad Club | 3:4             | Jeonbuk FC | 2:3   | 1:2     |

## Final
La final es disputà a partit únic el dia 12 de novembre del 2011.
| Partit | Equip 1    | Resultat global | Equip 2    |
| ------ | ---------- | --------------- | ---------- |
| F      | Jeonbuk FC | 2:2 p:2-4       | Al-Sadd SC |